# 舞洲
舞洲（日语：／ Maishima */?），是位于日本大阪市的一座人工岛，为大阪湾上的三大人工岛（梦洲、咲洲、舞洲）之一，占地220公顷。岛上建有包含多个大型體育設施的“舞洲体育岛”。日本大型音樂節SUMMER SONIC每年8月亦在此举行。

## 历史
前称为「北港北地区」，1972年7月，以废弃物处理填埋地为目的兴建，直至1987年终止。在1988年大阪市政府制定的“科技港大阪”计划中，今梦洲、咲洲、舞洲一带被共同规划为大阪新的城市中心。1991年，正式定名为舞洲。为举办1997年第52届国民体育大会，岛上陆续兴建了舞洲棒球场、舞洲竞技场、舞洲运动广场、舞洲海滨网球场等体育设施，成为大阪市内具规模的体育园区。大阪市在申办2008年奥运会时，曾计划将舞洲设置为主会场，但随申奥失败而告终。
另外，舞洲也是知名的观光胜地，舞洲海濱公園種有約100萬棵粉蝶花，每年4月均会举行盛大的“粉蝶花祭”。岛内的大阪市環境局舞洲工場由奧地利著名藝術家百水先生设计，因风格独特成为地标建筑，吸引各国游客参观。

## 交通
舞洲有3座道路桥与岛外连接，分别是北边的常吉大桥、东边的此花大桥、南边的梦舞大桥。

## 图集

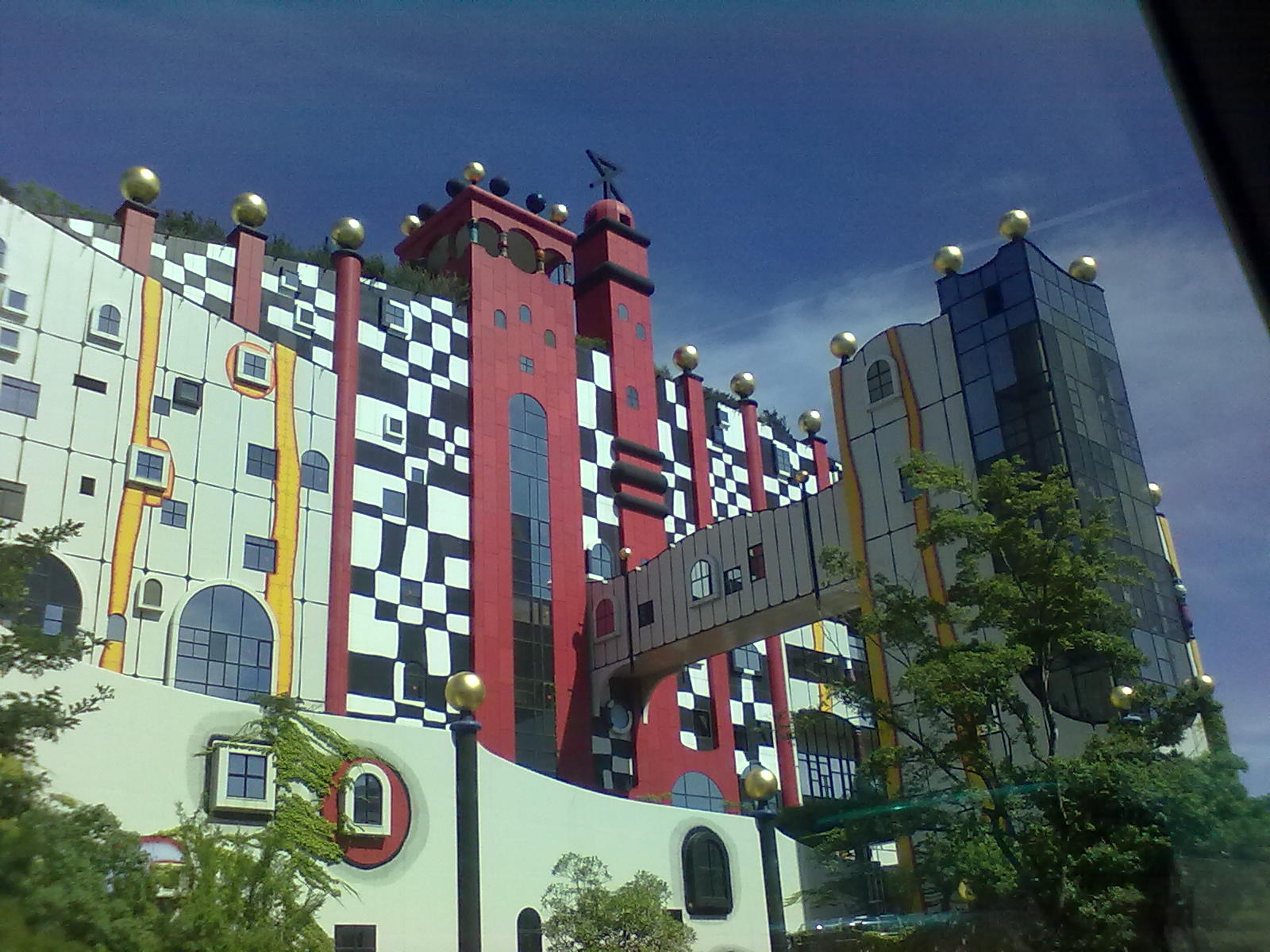
大阪市環境局舞洲工場
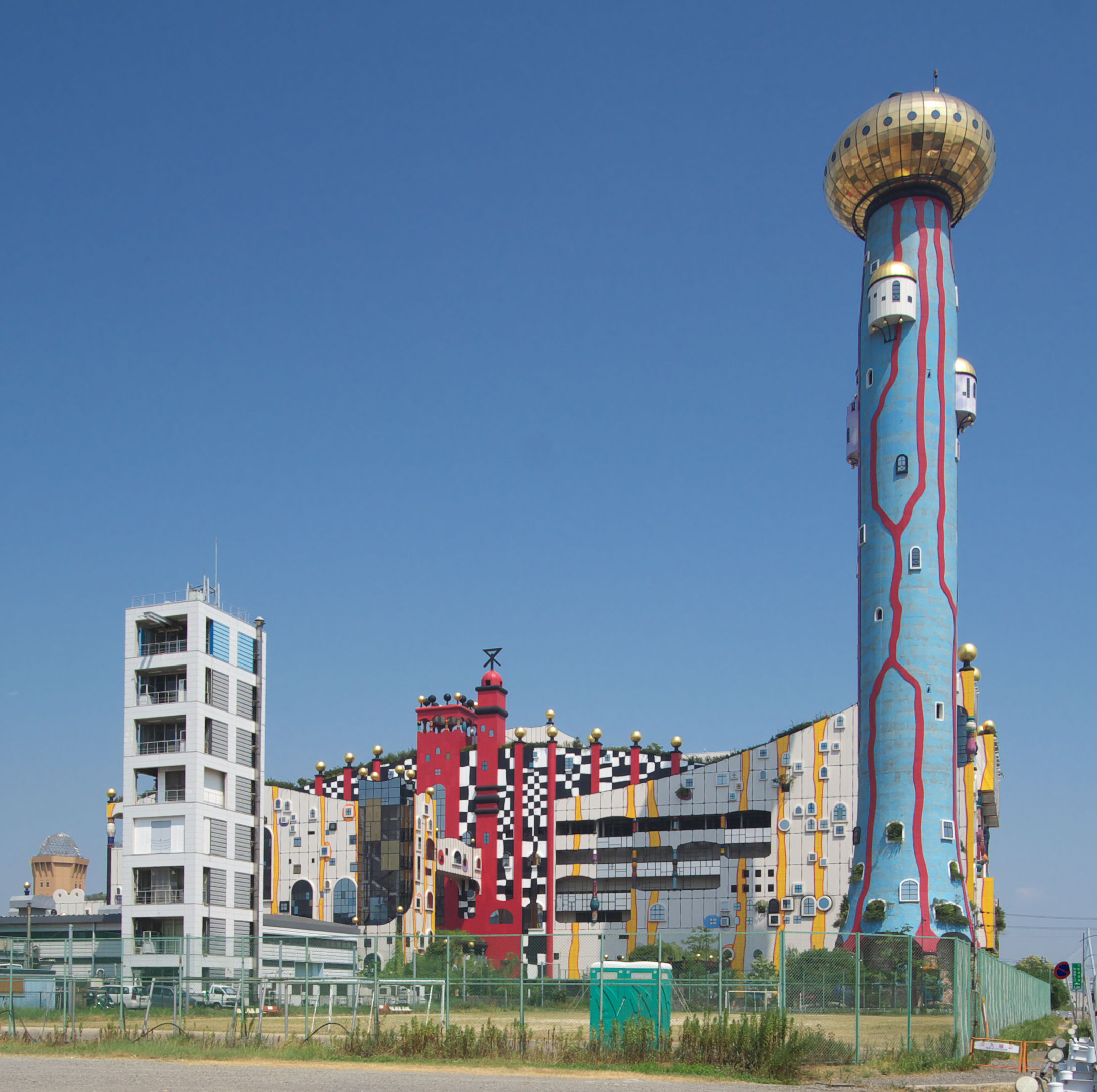
大阪市環境局舞洲工場
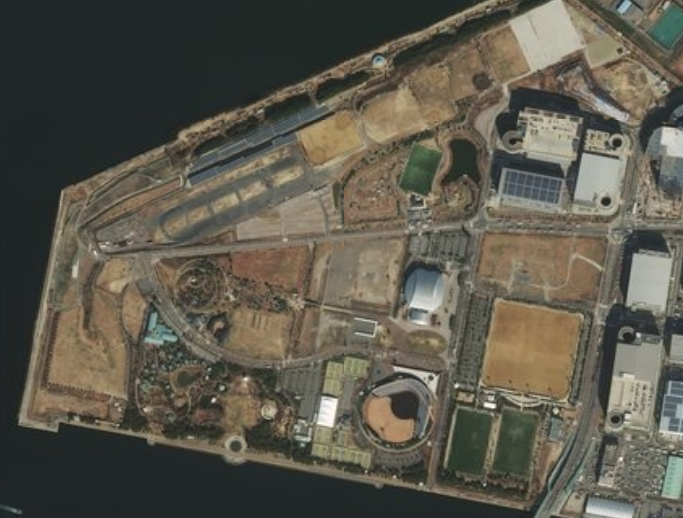
舞洲体育岛卫星图
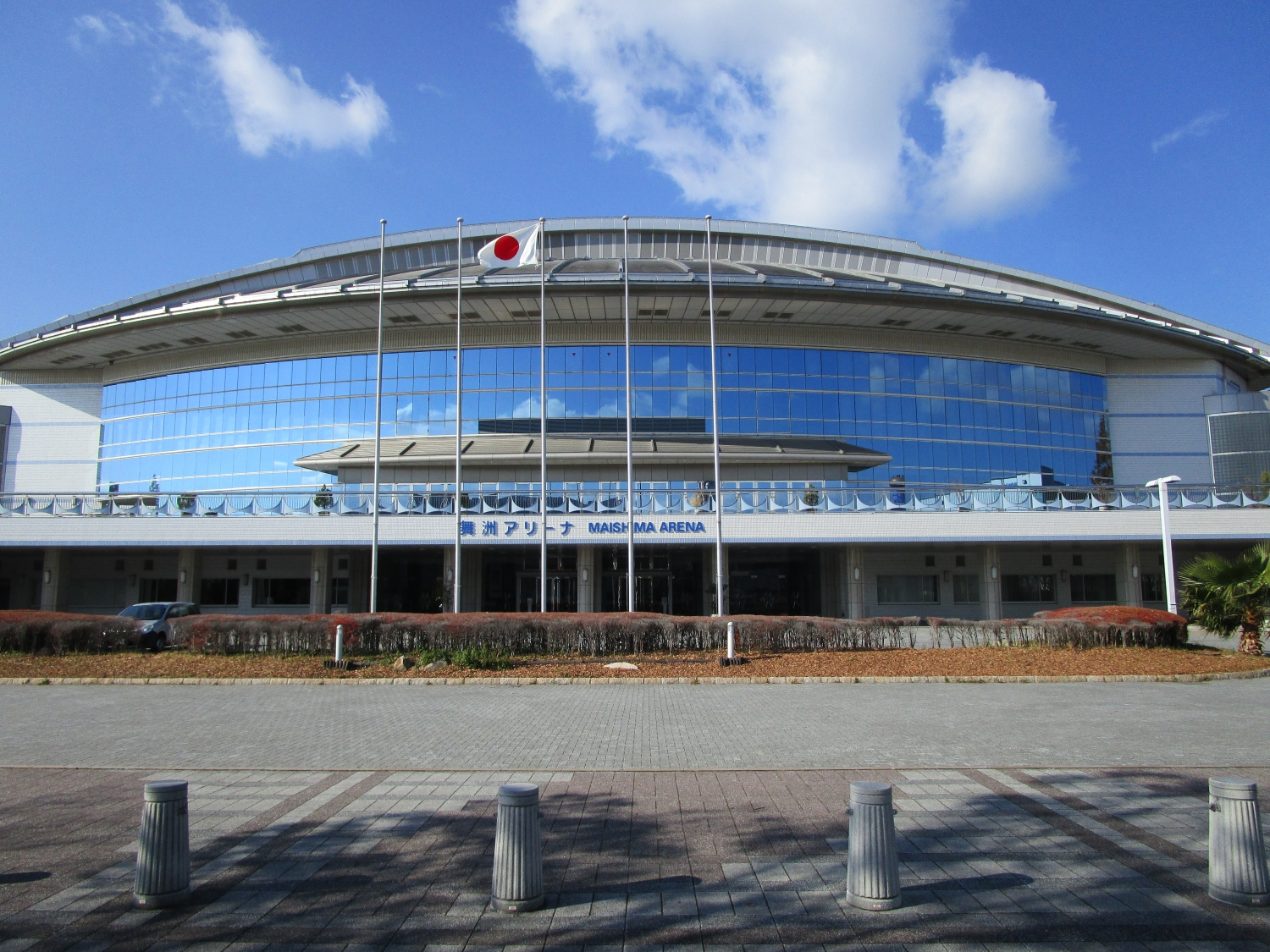
舞洲竞技场
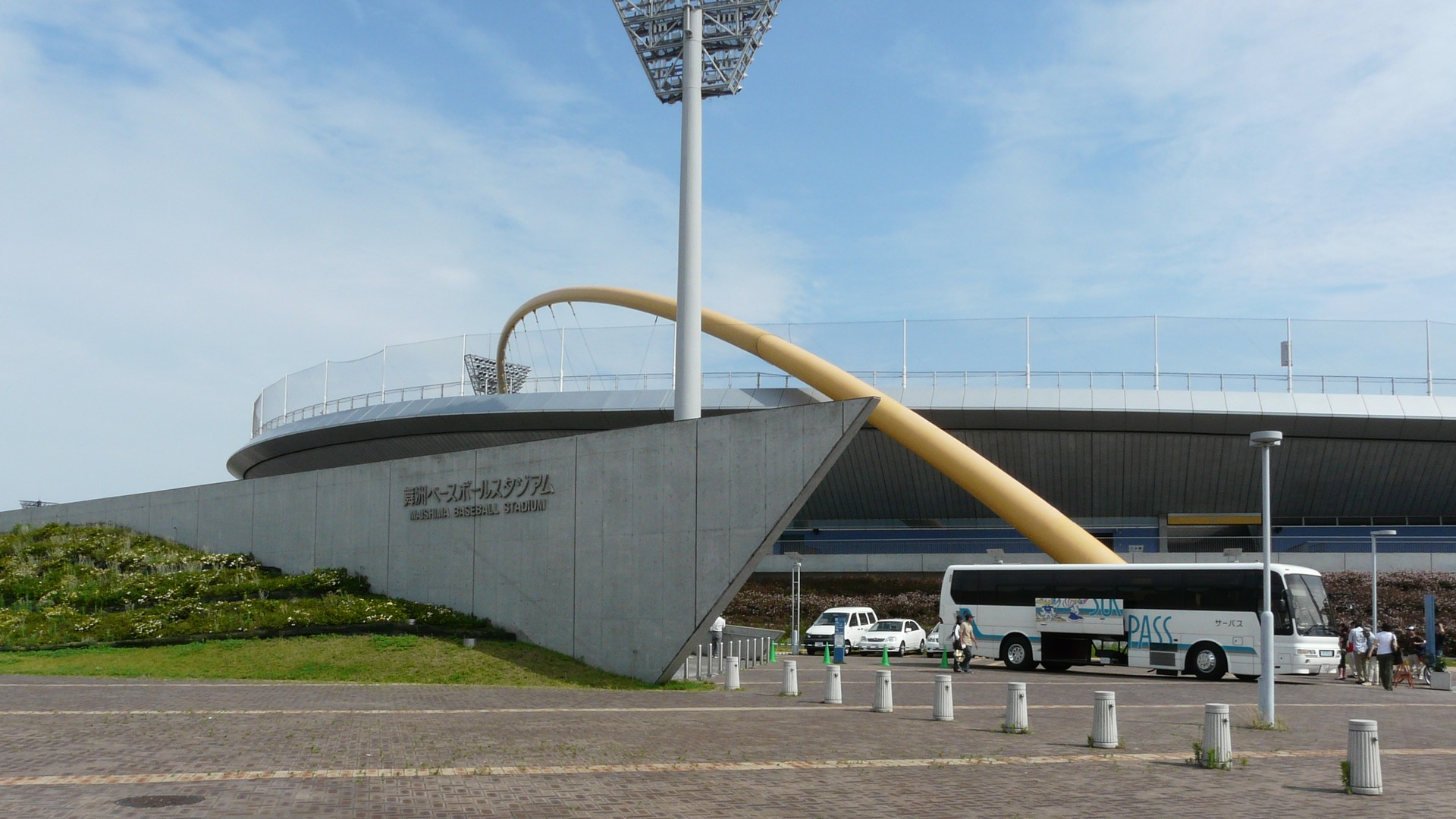
舞洲棒球场
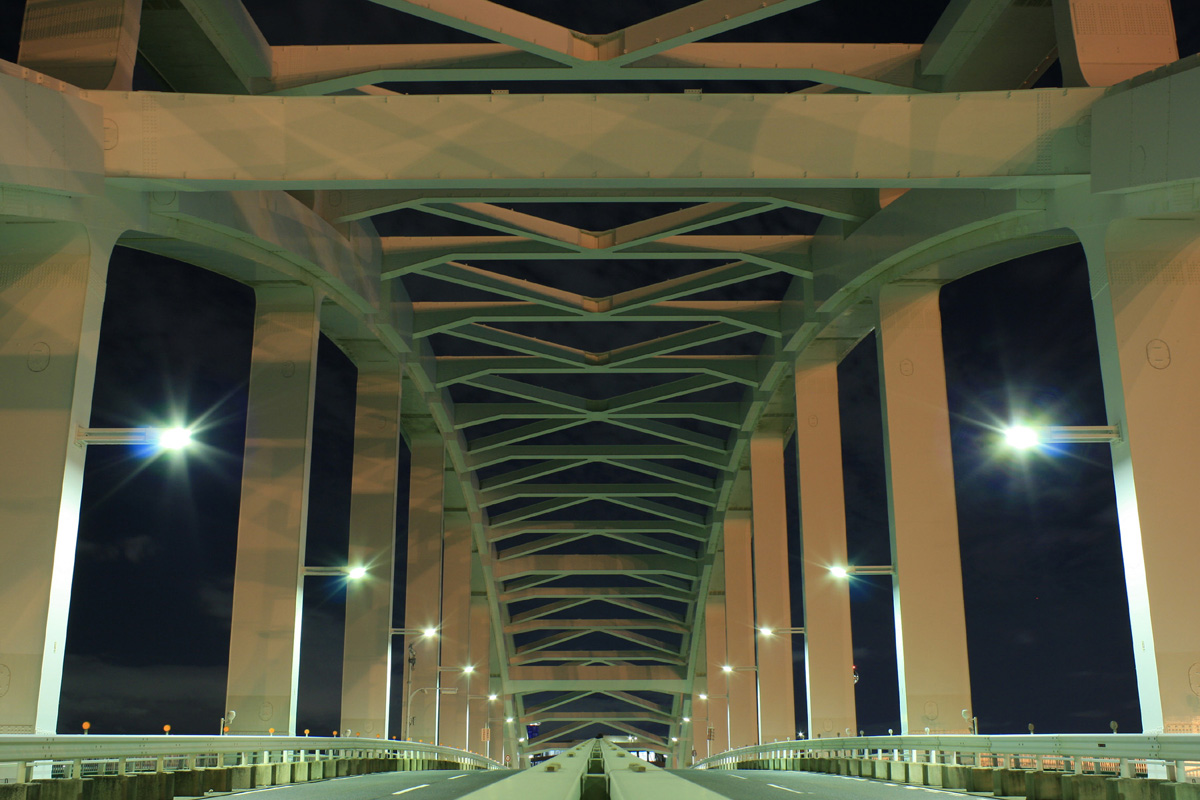
梦舞大桥